# Calimero
Calimero (jap. カリメロ Karimero) – serial anime emitowany od 1974 do 1975 roku przez Toei Animation w reżyserii Yūgo Serikawy.

## Fabuła
Bohaterem serialu anime jest mały, antropomorficzny czarny ptaszek zwany Calimero. Jego największym marzeniem jest latać tak jak inne ptaki.

## Bohaterowie
- Calimero (jap. カリメロ)

Seiyū: Katsue Miwa 
- Priscilla (jap. プリシラ)

Seiyū: Michiko Nomura 
- Peter (jap. ピーター Pītā)

Seiyū: Kaneta Kimotsuki 
- Fukurō-sensei (jap. フクロウ先生)

Seiyū: Jōji Yanami 
- Buta (jap. ブータ Būta)

Seiyū: Masako Nozawa 

## Produkcja
Calimero był pierwotnie postacią z reklamy. Animacje przedstawiające postać Calimero po raz pierwszy pojawiły się na ekranach włoskich telewizorów 14 lipca 1963 roku za pośrednictwem programu reklamowego zwanego Carosello. W reklamie tej Calimero był czarnym kurczaczkiem, który nie był akceptowany przez mamę ponieważ był czarny; dzięki umyciu mydłem w proszku firmy Mira Lanza, Calimero, już czyściutki, został ponownie przyjęty przez kury.
Ze względu na swoją popularność, na podstawie reklam utworzono serię animowaną z przygodami Calimero. Produkcją serii zajęło się studio Toei Animation. Producentem serii został Yoshifumi Hatano, za scenariusze odpowiadają m.in. Takeshi Yoshida i Takahisa Inoue, a reżyserem był Yūgo Serikawa.
Seria była emitowana na kanale NET (późniejsze TV Asahi) od 15 października 1974 do 30 września 1975. Seria składa się z 52 odcinków.